# Cecidomyia pygmaea
Cecidomyia pygmaea är en tvåvingeart som först beskrevs av Macquart 1826.  Cecidomyia pygmaea ingår i släktet Cecidomyia och familjen gallmyggor.
Artens utbredningsområde är Frankrike. Inga underarter finns listade i Catalogue of Life.